# رودریگو تاباتا
رودریگو باربوسا تاباتا (به پرتغالی: Rodrigo Barbosa Tabata) هافبک اهل برزیل است که در شهر آراساتوبا و در تاریخ ۱۹ نوامبر ۱۹۸۰ به دنیا آمده‌است.
رودریگو تاباتا سابقه بازی در سانتوس، غازی عینتاب‌اسپور، بشیکتاش، الریان و السد را دارد.
او پس از سال‌ها بازی در تیم‌های قطری، موفق به دریافت تابعیت قطر در اوت ۲۰۱۵ شد؛ به همین دلیل او قابلیت بازی در تیم ملی فوتبال قطر را نیز پیدا کرد.

## افتخارات
باشگاهی
سانتوس
- جام پائولیستا برزیل(۲): ۲۰۰۶ ، ۲۰۰۷

الریان
- قهرمانی لیگ ستارگان قطر(۱): ۲۰۱۵-۱۶
- قهرمانی جام امیر قطر(۱): ۲۰۱۳
- قهرمانی جام شیخ جاسم قطر(۳): ۲۰۱۲ ، ۲۰۱۳ ، ۲۰۱۸

السد
- لیگ ستارگان قطر(۱): ۲۰۲۰-۲۱

- جام امیر قطر(۲): ۲۰۱۴ ، ۲۰۲۱

- جام شیخ جاسم قطر(۱): ۲۰۱۴

- جام ولیعهد قطر(۱): ۲۰۲۰

ملی
قطر
- قهرمانی جام ملت های آسیا(۱): ۲۰۱۹

فردی
- بازیکن سال لیگ ستارگان قطر: ۲۰۱۱-۱۲ ، ۲۰۱۵-۱۶

- آقای گل لیگ ستارگان قطر: ۲۰۱۵-۱۶